# Rachmil Bryks
 (mars 2013).
Si vous disposez d'ouvrages ou d'articles de référence ou si vous connaissez des sites web de qualité traitant du thème abordé ici, merci de compléter l'article en donnant les références utiles à sa vérifiabilité et en les liant à la section « Notes et références ».
Rachmil Bryks (1912-1974) est un poète et écrivain d'origine juive, traduit en suédois, allemand, hébreu et polonais.

## Biographie
Rachmil Bryks est né le 18 avril 1912  de parents juifs orthodoxes à Scarzisk (aujourd'hui en Pologne mais à l'époque dans l'Empire russe).  Il publie son premier livre, un recueil de poèmes en yiddish, Yung grin mai, en 1939. L'invasion allemande le condamne à vivre dans le ghetto de Łódź où il continue à écrire jusqu'à sa déportation à Auschwitz. Il survit dans le ghetto dans des conditions les plus éprouvantes.
Rachmil Bryks perd presque toute sa famille durant la Shoah et un de ses frères, rescapé de l'anéantissement, est tué par des nationalistes polonais juste après la fin de la guerre. Il émigre aux États-Unis en 1947 et s'installe à New York. Il continue à écrire en yiddish. À son domicile, il refuse de parler une autre langue que le yiddish. Son travail est hanté par les années de guerre, le ghetto de Łódź et sa condition "d'esclave" dans le camp d'Auschwitz. S. Morris Enge qui a traduit la plus grande partie de l'œuvre de Bryks en anglais, écrit que le travail de Bryks est celui d'un sefer (un copiste de la Bible). La transmission de ce que fut la Shoah, est comme un écrit sacré. Son œuvre la plus connue est un recueil de nouvelles, Oyf Kidesh Hashem, publié en yiddish en 1952 et traduit en anglais sous le titre : A Cat in the Ghetto : Four Novelettes en 1959.
Bryks quand il parle de l'anéantissement des Juifs d'Europe refuse de parler d'Holocauste ou de Shoah, il préfère le terme yiddish de Khurbn, la langue de victimes. Dans son essai Mon credo, il affirme que la politique antisémite de Staline  à la fin des années 1940 qui a abouti à la destruction des lieux culturels juifs, à l'interdiction du yiddish et à l'assassinat des intellectuels juifs lors de la nuit des poètes assassinés fait aussi partie du Khurbn. D'ailleurs pour lui, la Shoah n'est pas une rupture de l'histoire juive  mais s'inscrit dans la continuité des persécutions que les juifs ont subies dans leur histoire.
Dans œuvre, Rachmil Bryks utilise un style non dénué d'un humour noir et désespéré pour décrire le sentiment d'absurdité ressenti par des êtres poussés aux limites de leur résistance physique et morale.  Il évoque aussi les dilemmes que rencontrent les juifs des ghettos et des camps quant à l'attitude à tenir face aux nazis : agir ou se soumettre, préserver sa dignité en résistant ou ne chercher qu'à survivre. Ses nouvelles se terminent dans un style prophétique rappelant les lamentations de Jérémie où l'auteur compare la destruction des lieux de vie juifs à celle de la destruction du temple de Jérusalem. A Cat in the Ghetto : Four Novelettes est devenu célèbre dans le monde anglo-saxon et la nouvelle éponyme a même été adaptée au cinéma en 1970.
Rachmil Bryks est mort en 1974. L'œuvre de Bryks a été traduite en suédois, allemand, hébreu et polonais mais reste toujours inconnue du public francophone.

## Œuvres
- Yung grin mai (Young Green May), 1939.
- Oyf Kidesh Hashem, (Pour la sanctification du Nom) , 1952,
- A Cat in the Ghetto : Four Novelettes[3], Bloch Pub. Co, 1959
- Der kaiser in geto (Le roi du ghetto), Y. Briks Bukh-Komitet, Hoypt-farkoyf, Tsiko, 19
- Ḥatul ba-geto, s.n., 1966
- Geto fabrik 76 /Ghetto Factory 76: Chemical Waste Conversion[4], (Yiddish and anglais). 1967.
- Di papirene kroyn, (La couronne de papier), 1969.
- Di vos zaynen nisht gibliben, (Ceux qui n'ont pas survécu), Aroysgegebn fun Yeraḥmiel Briḳs bukh ḳomiṭeṭ, 1972
- Di antloyfers, (le fugitif), 1975.